# The Storm Before the Calm
The Storm Before the Calm je prvi studijski album ameriške one man band krščanske metal skupine Death Therapy, izdan februarja 2017 pri ameriški založbi Solid State Records. Je prvi samostojni album Jasona Wisdoma po njegovem odhodu iz skupine Becoming the Archetype. Vsebuje deset pesmi, odigranih v mešanici krščanskega, groove, industrijalnega, gothic in progresivenga death metala. Album je prejel večinoma pozitivne odzive tako poslušalstva kot kritike.

## Zgodovina
Prvi singl z albuma, "Possessed", je izšel 9. novembra 2015. 30. oktobra 2016 je Wisdom oznanil, da je sklenil pogodbo z založbo Solid State Records in novi album napovedal za februar 2017. Pred izidom albuma sta izšli še dve pesmi, in sicer "Slow Dance (With Death)" in "Self Mind Dead", ki vključuje petje Andrewa Schwaba iz skupine Project 86. The Storm Before the Calm je bil izdan 24. februarja 2017.

## Sprejem
Album je prejel večinoma pozitivne kritike tako občinstva kot kritike. Nao Lewandowski je pri HM Magazine albumu prisodil 3,5 zvezdice od 5, kjer je opozoril na tematiko pesmi, ki odražajo notranje boje avtorja Wisdoma. Izrazil je prepričanje, da Death Therapy ni le še en od mnogih projektov in da bo prihodnosti gotovo postal širše opažen.  Brody B je na portalu Indie Vision Music album ocenil s 4 od 5 z razlago, da je The Storm Before the Calm ena najmočnejših izdaj leta 2017, ki si tvori pot v bleščečo prihodnost in neštete priložnosti. Daniel McDonald je za Metal-Bro Allience albumu prisodil 4,5 od 5. Tudi on je opazil eksistencialno plat besedil, ki govorijo o izgubi, smrti in težavami z verovanjem. Zaključil je, da je Wisdomov izdelek v pravi meri močan, ušesom prijazen in eksperimentalen album, in izrazil upanje, da bo prinesel novo dozo svežine v opešan krščanski metal. Michael Weaver je za Jesus Freak Hideout albumu dosodil prav tako 4,5 zvezdice, rekoč, da bo razočaranje za tiste, ki so upali na drugo verzijo skupine Becoming the Archetype, vendar odličen za one, ki obožujejo trdo glasbo z elektronskimi vložki in industrijalnimi vplivi.

## Seznam pesmi
| Št.             | Naslov                                    | Dolžina |
| --------------- | ----------------------------------------- | ------- |
| 1.              | „Until Then‟                              | 1:55    |
| 2.              | „Self Mind Dead‟ (vokal Andrew Schwab)    | 3:54    |
| 3.              | „The Lie‟                                 | 4:48    |
| 4.              | „Wake Me (When I'm Dead)‟                 | 2:52    |
| 5.              | „Prodigal‟                                | 3:38    |
| 6.              | „Slow Dance (With Death)‟                 | 2:31    |
| 7.              | „Possessed‟                               | 3:44    |
| 8.              | „Everything Burns‟                        | 3:22    |
| 9.              | „The Belmont Family Curse (Pt. 1: Night)‟ | 1:45    |
| 10.             | „The Belmont Family Curse (Pt. 2: Day)‟   | 4:08    |
| Skupna dolžina: | Skupna dolžina:                           | 32:36   |

## Zasedba
- Jason Wisdom — vokal, vsi inštrumenti